# Kościół św. Jakuba i św. Krzysztofa we Wrocławiu
Kościół Świętego Jakuba i świętego Krzysztofa – rzymskokatolicki kościół parafialny należący do dekanatu Wrocław północ III (Psie Pole) archidiecezji wrocławskiej. Znajduje się na osiedlu Psie Pole.
Świątynia była wzmiankowana w 1206 roku. W 1442 roku została zniszczona, podczas wojen husyckich, gdy Psie Pole zostało złupione przez dowódcę zaciężnych wojsk wrocławskich, Leopolda Assenheimera. Zapewne wkrótce potem została wzniesiona nowa budowla. Jej prezbiterium zachowało się do 1892 roku, a mury nawy istnieją częściowo do dziś. W XV wieku świątynia otrzymała nowe wyposażenie, w tym cenne gotyckie tabernakulum i chrzcielnicę. W 1666 roku podczas wizytacji okazało się, że murowana świątynia miała trzy ołtarze. Napis na niezachowanym do dziś portalu informował, że w 1697 roku opat wznowił budowę wieży zachodniej, a dzieło to kontynuował jego następca. Z notatki z wizytacji z 1706 roku można się dowiedzieć, że świątynia podczas rządów opata Krzysztofa Langera została powiększona i poszerzona oraz otrzymała piękną wieżę. W tym czasie posiadała trzy ołtarze. W 1759 roku cała świątynia spłonęła razem z wieżą. Natomiast w 1779 roku kościół został mocno uszkodzony podczas burzy przez uderzenie pioruna. W 1892 roku zawaliło się prezbiterium z XV wieku. W związku z tym postanowiono świątynię rozbudować w kierunku wschodnim według projektu Josepha Ebersa. Nastąpiło to w 1893 roku. Dobudowana hala, była szersza od starej, trzyprzęsłowej nawy, posiadała trzy nawy i dwa przęsła. Zwieńczona była ośmiokątnym prezbiterium zamkniętym z trzech stron, w stylu neogotyckim. Świątynia była otynkowana i pokryta dachówką. W lutym 1945 roku, podczas oblężenia Wrocławia, wojska niemieckie wysadziły świątynię. W latach 1947–1950 ruiny zostały odgruzowane. Kościół został odbudowany w latach 1958-1959.
Obecna świątynia została wzniesiona na planie prostokąta, posiada jedną nawę i dwa przęsła, nakrywają ją kolebkowe sklepienia pozorne (na siatce). Od strony wschodniej nawa jest zamknięta prezbiterium o formie zbliżonej do kwadratu, nakrytym sklepieniem krzyżowym. Budowla nakryta jest dachem dwuspadowym i jest opięta skarpami. W latach 1967–1987, podczas urzędowania proboszcza parafii księdza Mariana Stanety, została położona nowa posadzka z marmuru i granitu oraz został zmieniony wystrój wnętrza. Nowy ołtarz, w którym zostały złożone relikwie św. Jozafata Kuncewicza biskupa i św. Karola Lwangi z Ugandy, został konsekrowany w 1981 roku. W 1996 roku została położona nowa dachówka, a w 1997 roku wnętrze zostało wymalowane. Z wyposażenia wnętrza zachowały się XV-wieczne: figura Matki Bożej z Dzieciątkiem, kamienne sakramentarium i chrzcielnica.